# Legge di Felici
La legge di Felici, formulata dal fisico italiano Riccardo Felici, permette di calcolare la carica quando è presente un campo magnetico dal flusso variabile che induce una corrente in un circuito, ad esempio una bobina. Con questa legge è possibile calcolare la carica nel circuito in un certo periodo usando il flusso iniziale ed il flusso finale.

## La legge
La legge di Felici afferma che la differenza tra il flusso del campo magnetico concatenato al circuito nello stato iniziale ed il flusso nello stato finale, divisa per la resistenza del circuito, è pari alla carica totale {\displaystyle Q(t)} che attraversa il circuito:
{\displaystyle Q(t)={1 \over \mathrm {R} }[\Phi (0)-\Phi (t)]}
Si noti che la carica totale non dipende dalla legge con cui il campo varia nel tempo.

### Dimostrazione
Sapendo che, per la legge di Faraday, la forza elettromotrice indotta in un circuito (chiuso) da un campo magnetico è pari all'opposto della variazione del flusso magnetico del campo attraverso l'area abbracciata dal circuito nell'unità di tempo:
{\displaystyle {f_{em}}(t)=-{d\Phi (t) \over dt}}
la dimostrazione si ottiene dalla definizione di corrente elettrica e dalla legge di Ohm:
{\displaystyle q(t)=\int _{0}^{t}i(\tau )d\tau ={1 \over \mathrm {R} }\int _{0}^{t}{f_{em}}(\tau )d\tau ={1 \over \mathrm {R} }[\Phi (0)-\Phi (t)]}